# Cliff Williams
Cliff Williams (* 14. prosince 1949, Romford, Essex, Anglie) je anglický baskytarista známý především svým působením v australské hard rockové kapele AC/DC.
Spojil se se zpěvákem Mickem Stubbsem, kytaristou Lauriem Wisefieldem, klávesákem Clivem Johnem a bubeníkem Mickem Cookem, a založili kapelu nazvanou Home. V sedmdesátých letech tato kapela, která mísila hard a soft rock vydala u firmy Epic records své první LP s názvem "Pause For A Hoarse Horse". V listopadu 1971 předskakovali Led Zeppelin ve Wembley.
V roce 1972 nahradil klávesáka "Cliva Johna Jim Anderson" a "Home" vydali stejnojmenné album, ze kterého vzešel hit "Dreamer", který se v listopadu 1972 dostal na 41. místo v britských tabulkách. V roce 1973 ještě vydali singl "The Alchemise", ale kapela se rozpadla a Cliff v roce 1974 založil kapelu Bandit.
Bandit rychle získali smlouvu u firmy Arista a roku 1977 vydali stejnojmenné album. V kapele působili Jim Diamond (později se prosadil jako sólový zpěvák) a bubeník Graham Broad (ten se později přidal k formaci Buck's Fizz). Ale Bandit nebyli tak úspěšní, takže Cliff neváhal, když ho oslovili AC/DC.
V roce 2016 se rozhodl opustit AC/DC „Je čas skončit, Jsem šťastný, že budu moct být s rodinou, odpočívat a dělat věci, které jsem dělal, když jsme zrovna na turné nebyli,"
„Ztrátou Malcolma, Phila a Briana se vše radikálně změnilo. Už to není ta kapela, co byla. Cítím, že je čas skončit."
V září 2020 se oficiálně potvrdilo, že se vrátil a znovu se připojil k AC/DC stejně jako Johnson a Rudd.
V říjnu 2023 skupina AC/DC po dlouhé pauze odehrála koncert na americkém festivalu Power Trip. 
Koncem ledna 2024 se spekulovalo, že Williams nebude hrát na nadcházejícím turné v roce 2024 a skupina má za něj náhradu.
V únoru 2024 skupina oficiálně oznámila nadcházející turné Power Up World Tour a zároveň, že Williams nebude součástí turné skupiny. Tím se ukázalo, že definitivně znovu odešel ze skupiny do důchodu. V roce 2021 Williams v rozhovoru s Deanem Delrayem, řekl mi: "Už na turné nebude účinkovat. Pouze se v roce 2018 vrátil, aby nahrál nové album s AC/DC."

## Osobní život
Williams je od roku 1980 ženatý se svou americkou manželkou Georganne. Má dvě děti: Erin (1984), Luka (1986). Dříve žil na Havaji, ale přišel si tam s rodinou hodně izolovaný. Poté se přestěhoval do Fort Myers na Floridě (kde žije dodnes) na návrh spoluhráče a kamaráda Briana Johnsona, který také žije na Floridě.
Williams má také rezidenci v jižní Francii ve městě Aix-en-Provence, kde tráví svůj volný čas a kde má své vzdálené příbuzné.
Mezi jeho koníčky patří rybaření, létání a ochutnávky vín.